# 九頭山 (果敢)
九頭山，位於緬甸果敢縣西山區中部，海拔標高2146公尺:50，山勢呈南北走向，西側有一高度相當，方向平行的冷山。九頭山是清水河、龍塘溝河、澡塘河、南巴河的分水嶺，白沙溝發源於九頭山。果敢傳統上的行政中心，果敢土司衙門就位於九頭山的楂子樹。